# Klaus Meine
Klaus Meine (Hannover, 25 maggio 1948) è un cantante heavy metal tedesco, della nota band Scorpions.
Ha scritto la maggior parte dei testi e svariate musiche delle canzoni della band.

## Biografia
Klaus Meine è il figlio di Hugo Meiner, giardiniere, ed Erna Meiner. Nonostante canti dall'età di tre anni, si esibisce per la prima volta in pubblico nel 1957 davanti a 500 persone, probabilmente raccolte per un ricevimento. Klaus ottiene tre anni dopo la sua prima chitarra, imparando forse dal padre a suonarla. Durante gli studi fonda un gruppo rock chiamato Shamrocks, con cui suona in una chiesa. Nel 1965 abbandona il gruppo e forma i Mushrooms, e successivamente, nel 1966, i Copernicus, in cui suona Michael Schenker.

### Gli Scorpions

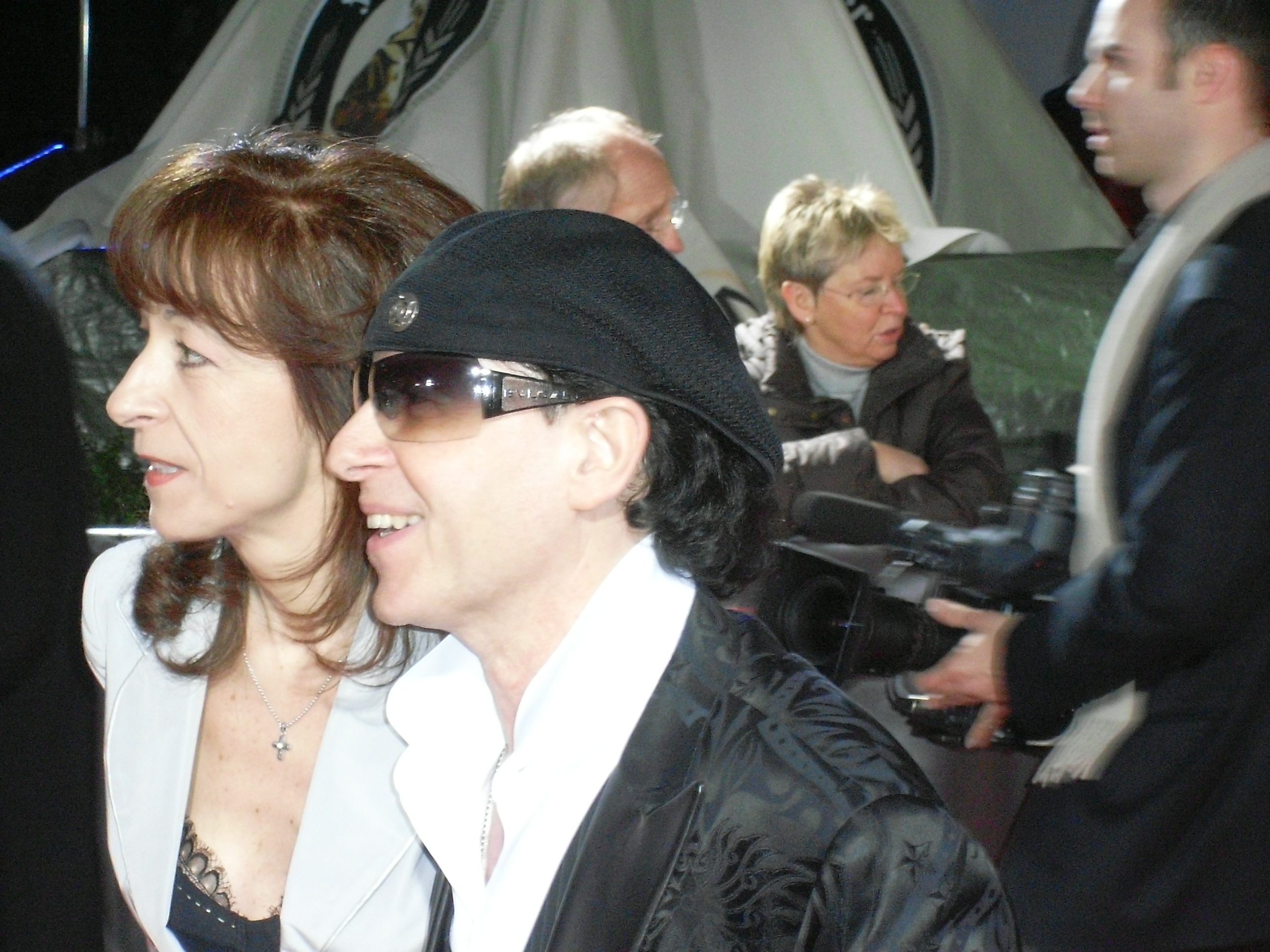
Klaus Meine nel 2008

Klaus Meine entra a far parte degli Scorpions nel 1970, grazie a Michael Schenker. Il fratello di Michael, Rudolf Schenker, vuole che suo fratello sostituisca uno dei suoi chitarristi; Michael però si rifiuta, volendo dedicarsi di più a scrivere testi, e propone quindi come sostituto Klaus Meine, il chitarrista della sua band. Nel 1971 la band è sotto contratto per scrivere la colonna sonora di Cold Paradise, un cortometraggio. Nel 1972 pubblica il primo album, autoprodotto, Lonesome Crow. Con l'aumento della popolarità, pubblicano altri album, tra cui In Trance, Tokyo Tapes e Lovedrive.
Nel 1981 Klaus perse la voce così gravemente che gli fu annunciato che non avrebbe potuto più parlare correttamente. Il consiglio dei medici fu di cambiare mestiere, abbandonando la carriera di cantante. Temendo di essere un peso della band in quelle condizioni, Klaus volle abbandonare la band, ma il sostegno dei suoi quattro compagni fece il miracolo e, dopo due operazioni alle corde vocali e un lungo periodo di riadattamento vocale delle stesse, il trauma passò, e anzi, alla sua ricomparsa sulle scene si notò che la sua voce fosse più alta di quella di un tempo.
Nel 1997 muore il padre, e Klaus gli dedica la canzone Eye II Eye, scritta a quattro mani con Rudolph Schenker, che a sua volta la dedica al proprio padre, anch'esso da poco scomparso.
Klaus Meine è sposato dal 1977 ed ha un figlio, Christian Julien.
È tifoso del Bayern Monaco. 

## Discografia

### Album in studio

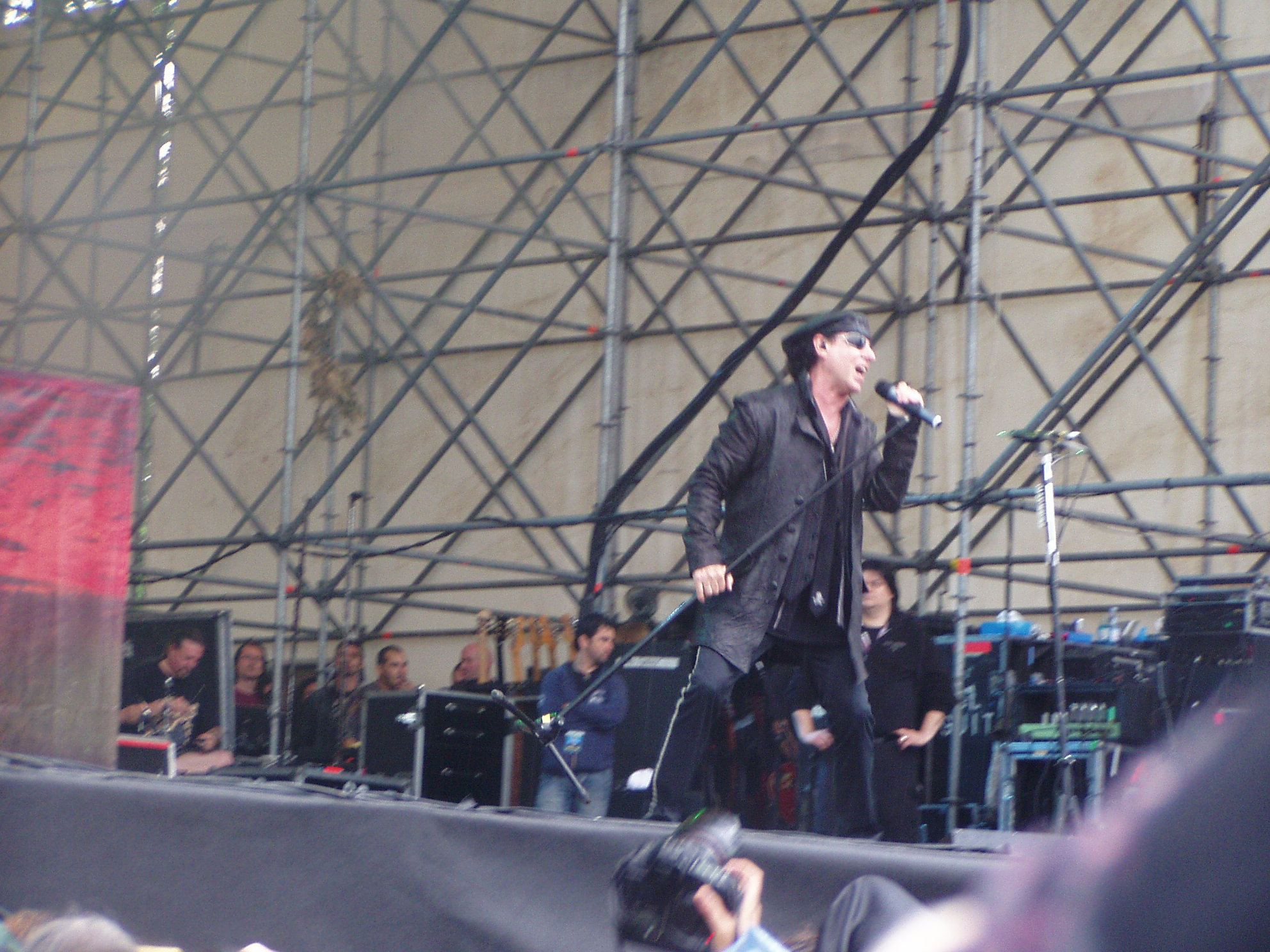
Klaus Meine in concerto al Gods of Metal all'idroscalo di Milano il 2 giugno 2007

- 1972 - Lonesome Crow
- 1974 - Fly to the Rainbow
- 1975 - In Trance
- 1976 - Virgin Killer
- 1977 - Taken by Force
- 1979 - Lovedrive
- 1980 - Animal Magnetism

- 1982 - Blackout
- 1984 - Love at First Sting
- 1988 - Savage Amusement
- 1990 - Crazy World
- 1993 - Face the Heat
- 1996 - Pure Instinct
- 1999 - Eye II Eye
- 2000 - Moment of Glory
- 2001 - Acoustica
- 2004 - Unbreakable
- 2007 - Humanity: Hour I
- 2010 - Sting in the Tail
- 2015 - Return to Forever
- 2022 - Rock Believer

### Live
- 1978 - Tokyo Tapes
- 1985 - World Wide Live
- 1995 - Live Bites